# История почты и почтовых марок Молдовы
История почты и почтовых марок Молдавии включает периоды, соответствующие почтовым системам государств, в составе которых находилась территория современной Молдавии (Османская империя, Российская империя, Королевство Румыния, СССР), и независимой Республики Молдова (с 1991). Выпуск первых собственных почтовых марок на молдавской земле относится к 1858 году.

## Ранний период

### Российская империя
Важным моментом в истории почты Молдавии стало прекращение турецкого владычества и включение её территории в состав Российской империи. 16 мая 1812 года в Бухаресте был подписан мирный договор между Россией и Османской империей, поставивший конец русско-турецкой войне 1806—1812 годов. Согласно этому договору Турция уступила России всю Бессарабию (1818—1873 — область; 1873—1917 — губерния) — территорию, расположенную между реками Прут и Днестр.
Назначенный в 1812 году на должность гражданского губернатора Бессарабии молдавский боярин Скарлат Стурдза (1750—1815/16?), предоставил ей право создания почты. В административном центре провинции Кишинёве для нужд почтовой службы было выделено два дома. К 1816 году во втором отделе местного правительства работало 245 посыльных и 32 гонца.
В 1816 году почтовая служба в Кишинёве была преобразована в Региональный почтовый отдел, под руководством почтмейстера. 29 апреля 1818 года император Александр I принял Регламент об административной организации Бессарабии, в соответствии с положениями которого в Кишинёве должен был непрерывно работать Региональный почтовый отдел, а в районах — почтовые службы.
К концу 1851 года в области работало 50 почтовых станций, в том числе Бельцы, Бендеры, Измаил, Леово, Рени. К 1861 году в Бессарабии имелось 13 почтовых контор и 10 отделений государственной почты, доставлявших корреспонденцию по девяти почтовым трактам через 58 почтовых станций. Почтовая служба Бессарабии распространяла также ряд газет и журналов, включая первое периодическое издание области «Buletinul regiunii Basarabia» («Бюллетень Бессарабского региона»).
Доставка частной корреспонденции в отдалённые сёла области осуществлялась в основном через рассыльных полицейского управления, а также через наряжаемых волостными и сельскими управами посыльных и других лиц, что создавало значительные трудности.

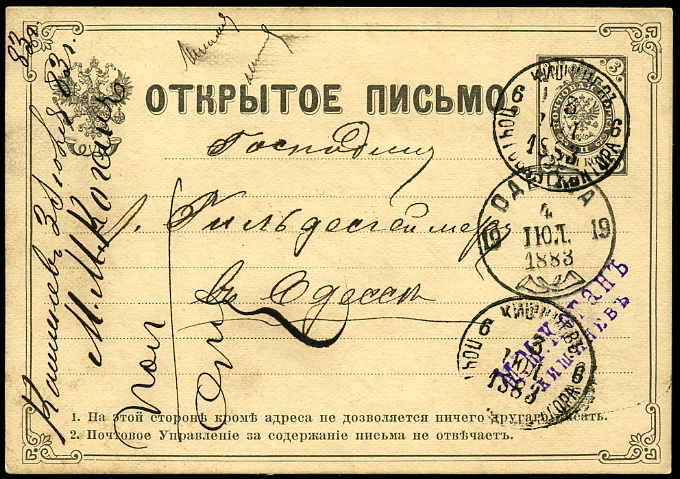
Открытое письмо, отправленное из Кишинёва в Одессу (1883)

#### Земская почта
Учреждения земского управления были созданы в Бессарабской области в 1869 году. Однако земская почта по доставке частной и официальной корреспонденции в была организована только в трёх уездах из семи — Оргеевском, Сорокском и Ясском (Бельцком).
Земская почта Оргеевского уезда
Земская почта в Оргеевском уезде была открыта 22 мая 1872 года. Доставка частной корреспонденции оплачивалась земскими марками, которые выпускались до 1914 года.
Земская почта Сорокского уезда
Организация Сорокской земской управной почты для пересылки частной и официальной корреспонденции по уезду была осуществлена в 1877 году. Движение земской почты было открыто 5 апреля 1879 года по двум равновеликим трактам в южном и северном направлениях уезда.
Марки для земской почты Сорокского уезда печатались с 1878 года в одесской типографии А. Шульце. Они находились в почтовом обращении с 5 апреля 1879 года по 1901 год и с 30 сентября 1909 по 29 сентября 1910 года. В 1910 году земская управа своим постановлением высказалась за отмену применения земских почтовых марок.
Маркированные конверты Сорокской земской почтовой конторы были выпущены в почтовое обращение 5 апреля 1879 года. Первый из них издавался в одесской типографии А. Шульце тиражом 5000 экземпляров. Повторный выпуск маркированного конверта был осуществлён в 1892 году.
Бесплатная доставка в уезд и из уезда писем и бандеролей, газет и журналов, посылок и денежных переводов по трактам земской почты в Сорокском уезде продолжалась до 1918 года.
|                        |                       |                    |
| Оргеевский уезд (1885) | Сорокский уезд (1892) | Ясский уезд (1879) |

Земская почта Ясского уезда
Земское почтовое отделение в Ясском уезде открылось 1 февраля 1879 года и было упразднено 1 октября того же года решением Ясского уездного собрания в связи с убыточностью. Повторное открытие почтового отделения состоялось благодаря решению управы от 25 октября 1880 года. 1 января 1882 года почтовое отделение для пересылки сельской корреспонденции было вновь упразднено.
Доставка частной корреспонденции оплачивалась земскими марками с изображением герба Ясского уезда.

### Молдавское княжество
В 1856 году, согласно положениям Парижского мирного договора, южная часть Бессарабской области, прилегавшая к Дунаю и нижнему течению Прута, вошла в состав Молдавского княжества. На этой территории, разделённой на три уезда — Болград, Кагул и Измаил, в течение 22 лет, до заключения Берлинского трактата 13 июля 1878 года, работала почтовая служба Молдавского княжества, а с 1859 года — Румынии. Почтовые марки Молдавского княжества, поступившие в обращение в 1858 году, известны в истории филателии под названием «Бычьи головы».

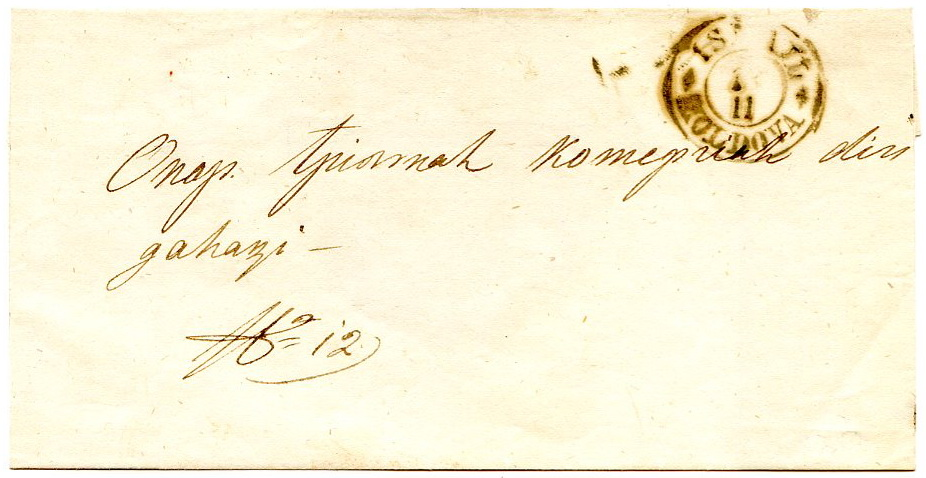
Почтовый конверт, отправленный из Измаила в Галац и погашенный домарочным штемпелем Молдавского княжества

### Румынское правление
27 марта 1918 года Молдавская Демократическая Республика, провозглашённая 15 декабря 1917 года, была включена в состав Королевства Румыния и находилась в нём до 1940 года. 10 мая 1918 года королевским декретом на территорию Бессарабии был распространён Закон об организации почты в Румынии.
20 апреля 1927 года, в соответствии с законом об организации администрации персонала почт, телеграфов и телефонов, территория Румынии была разделена на десять региональных управлений, одно из которых находилось в Кишинёве.

## В составе СССР

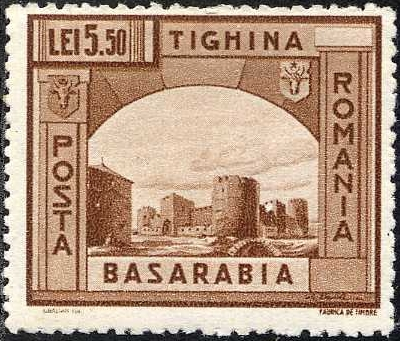
Почтовая марка Румынии (1941) в честь присоединения Бессарабии. Тигина(Mi #725)

28 июня 1940 года Бессарабия была присоединена к СССР. 2 августа того же года была образована Молдавская ССР, почтовая система которой до лета 1941 года была подчинена Управлению Народного комиссариата связи СССР при Совете народных комиссаров Молдавской ССР.

### Румынская оккупация
В июле 1941 года Бессарабия была оккупирована румынскими войсками и до 1944 года была вновь присоединена к Румынии. В декабре 1941 года почта Румынии выпустила серию из 16 почтовых марок, посвящённых присоединению Буковины и Бессарабии, а также серию из девяти почтово-благотворительных марок, с доплатой на зимнюю помощь Бессарабии и Буковине. На миниатюрах были изображены виды городов присоединённых территорий.

### Послевоенный период
В 1944 году, в результате Ясско-Кишинёвской операции советских войск, Молдавская ССР была освобождена от румынско-немецкой оккупации. На её территории возобновило деятельность Управление уполномоченного Народного комиссариата связи СССР при Совете народных комиссаров Молдавской ССР.
28 августа 1945 года в собственность Управления было передано кишинёвское профессиональное училище № 1, которое преобразовали в профессиональное училище связи, рассчитанное на 200 человек.
23 октября 1947 года, в результате расформирования уездов в Молдавской ССР, уездные почтовые отделения были реорганизованы в городские почтовые отделения. 16 февраля 1955 года декретом Президиума Верховного Совета Молдавской ССР было создано Министерство связи Молдавской ССР, в состав которого вошёл почтовый отдел.
22 июля 1967 года приказом министра связи Молдавской ССР В. Русу в рамках Министерства связи МССР были организованы Управление почтовой связи, Управление телекоммуникаций и радиовещания, Управление распространения прессы «Союзпечать» и Управление финансового планирования. В июне 1971 года был организован Кишинёвский техникум связи.
До 1991 года на территории Молдавии для почтовой оплаты использовались почтовые марки СССР.

### Молдавская тематика на марках СССР
Среди советских почтовых выпусков неоднократно издавались миниатюры с изображением молдавских видных деятелей, архитектуры, фауны и другими сюжетами, связанными с Молдавией.
Первая марка СССР, посвящённая Молдавской ССР, вышла 9 февраля 1947 года в серии «Государственные гербы СССР и союзных республик». Одна из марок (ЦФА [АО «Марка»] № 2085) серии 1957 года, приуроченной к 40-й годовщине Октябрьской революции, представляет промышленность республики, которая специализировалась на переработке продукции сельского хозяйства. На марке 1955 года изображён павильон Молдавской ССР на Всесоюзной сельскохозяйственной выставке. На марке, подготовленной в жанре плаката по случаю 40-летия республики в 1964 году (ЦФА [АО «Марка»] № 3102), художник запечатлел молдаванку с корзиной плодов и государственный флаг Молдавской ССР. Молдаване в национальных одеждах изображены на почтовой марке (ЦФА [АО «Марка»] № 2522). На нескольких советских марках чествуется молдавская столица — Кишинёв (ЦФА [АО «Марка»] № 2240, 2460, 3409).
Последняя марка СССР с молдавским сюжетом появилась 19 ноября 1991 года в серии «Музыкальные инструменты народов СССР».

Молдавские сюжеты на некоторых почтовых марках СССР
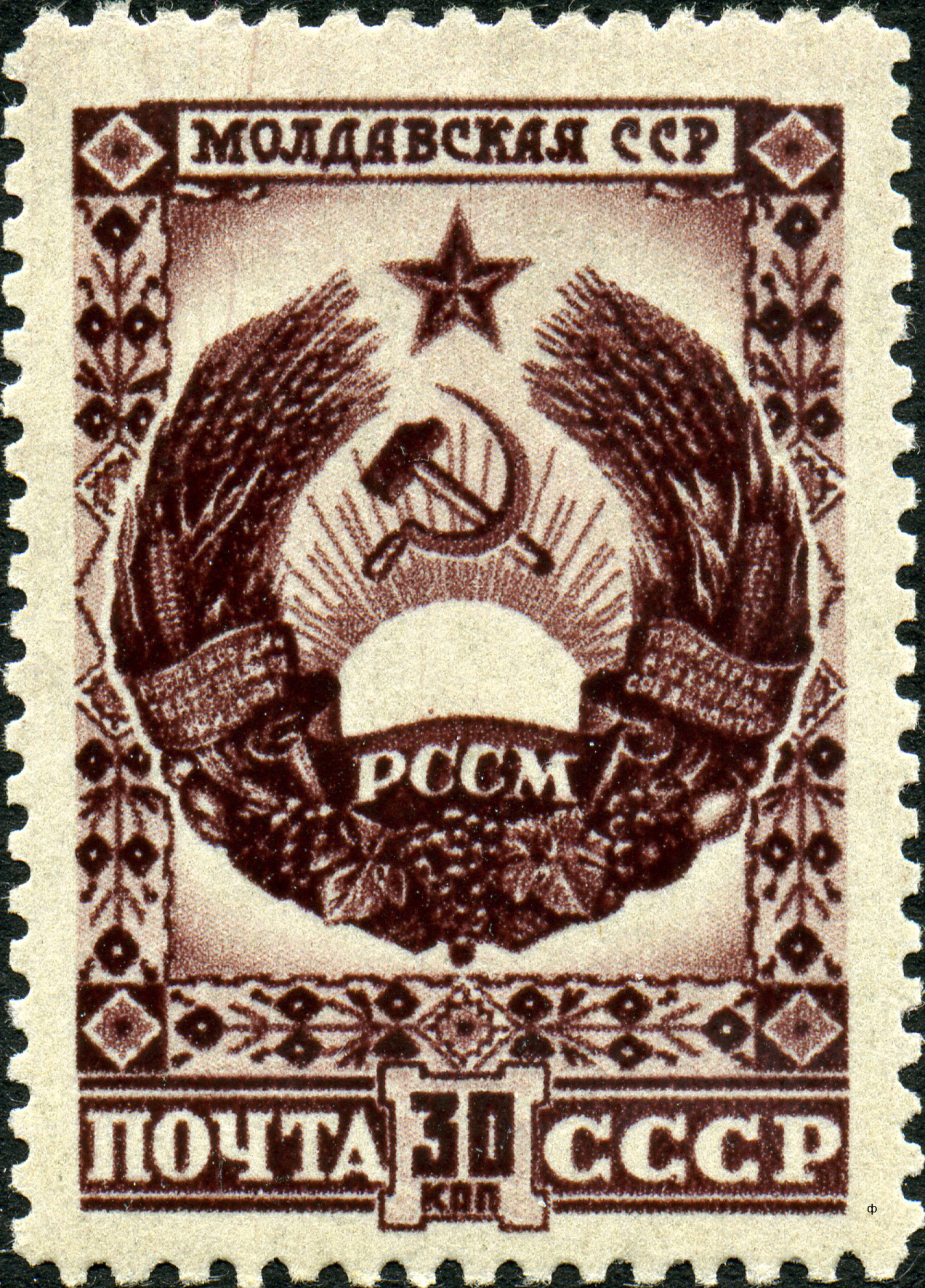
1947: Первая марка СССР, посвящённая Молдавской ССР. Герб Молдавской ССР (ЦФА [АО «Марка»] № 1122)
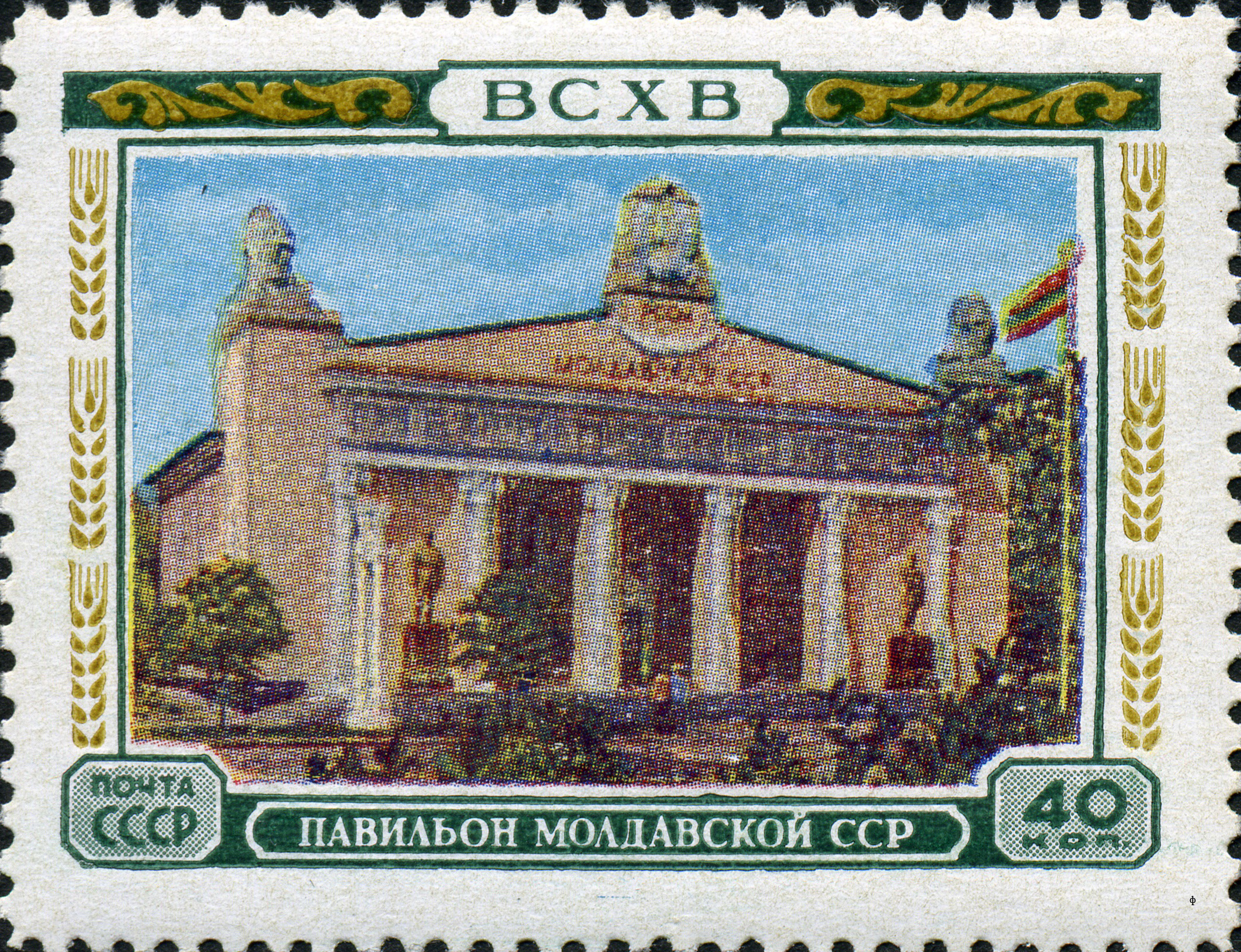
1955: Павильон Молдавской ССР на Всесоюзной сельскохозяйственной выставке (ЦФА [АО «Марка»] № 1826)
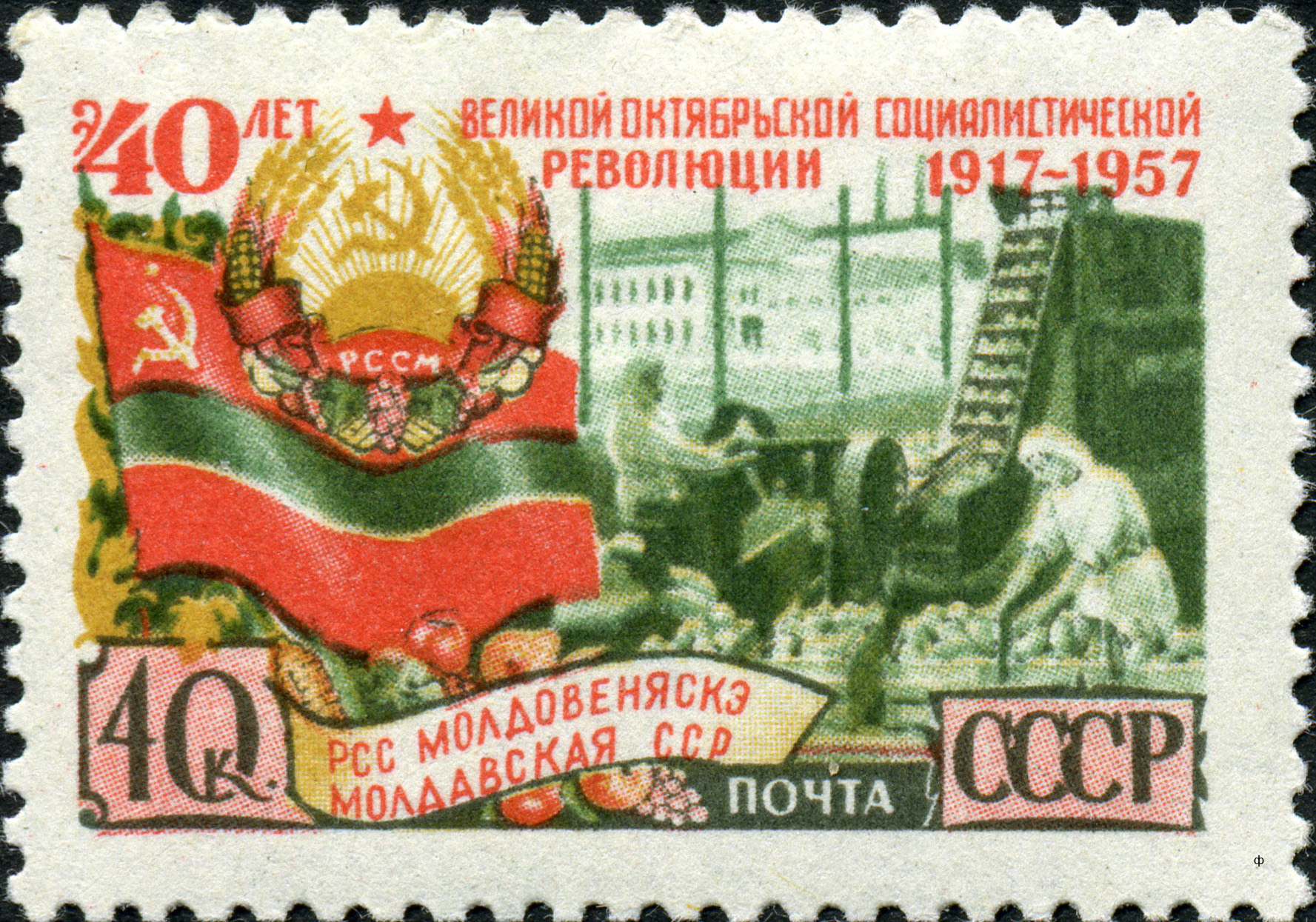
1957: Перерабатывающая промышленность Молдавской ССР (ЦФА [АО «Марка»] № 2085)
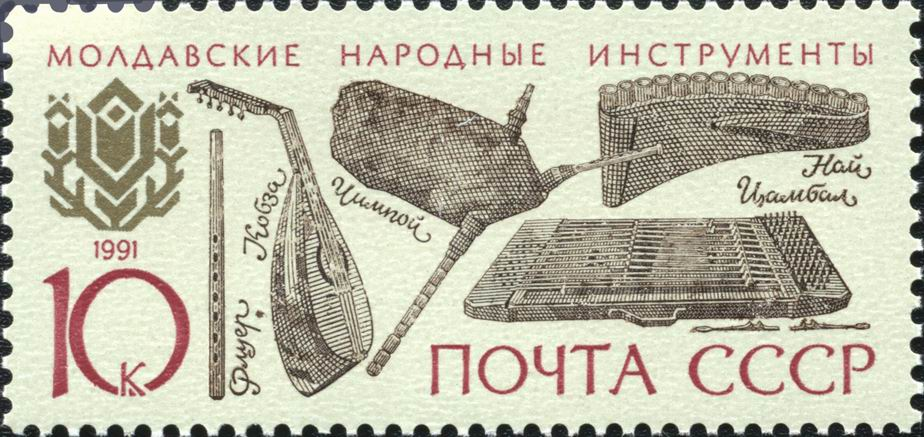
1991: Последняя марка СССР, посвящённая Молдавии. Молдавские народные инструменты (ЦФА [АО «Марка»] № 6372)

| Почтовые конверты и франкотипы Молдавии | Почтовые конверты и франкотипы Молдавии |
| --------------------------------------- | --------------------------------------- |
|                                         |                                         |
| 1977: Молдавская ССР                    | 2006: современная Молдавия              |

## Современная Молдавия

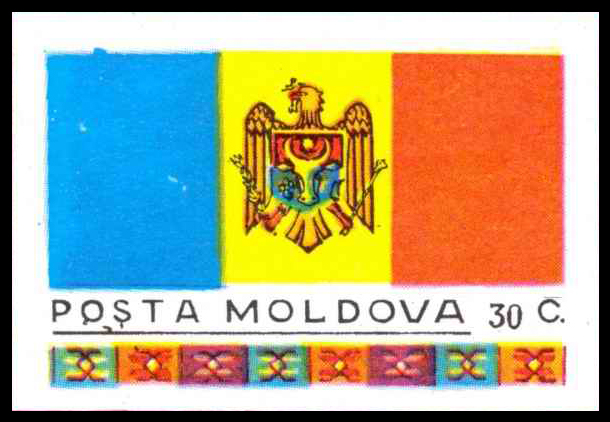
Почтовая марка Молдавии из первой серии (1991). Государственный флаг(Mi #3)

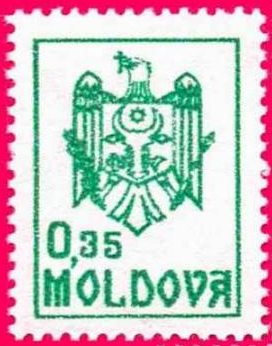
Первая стандартная марка Молдавии, 1992(Mi #5)

Первые собственные марки в Молдавии, посвящённые годовщине провозглашения суверенитета республики, были выпущены 23 июня 1991 года. Они печатались на полиграфическом комбинате Кишинёва 15—19 июня 1991 года в листах из 50 экземпляров и в малых листах из 16 экземпляров и 4 купонов на мелованной бумаге. На миниатюрах номиналом в 3 и 7 копеек изображён герб Молдавии, в 30 копеек — флаг. На купонах имеется надпись «Первые марки суверенной Молдовы» на русском, английском, французском и немецком языках. На боковых краях листов даны национальные цвета и надпись рум. «Moldova suverana». На верхнем и нижнем краях обозначены даты «23 июня 1990 — 23 июня 1991». Рисунки были выполнены художником Григорием Бронза.
Марки предназначались для оплаты простых и заказных почтовых отправлений в пределах Молдавии, а также на Украину, в Грузию, Армению, Латвию, Литву и Эстонию. Марки этого выпуска являются также первыми коммеморативными марками Молдавии.
Первые стандартные марки с гербом Молдавии вышли в мае 1992 года. Первый почтовый блок — в октябре того же года. Он был посвящён летним Олимпийским играм в Барселоне.
29 января 1993 года министром информатики, информации и телекоммуникаций Молдавии Ионом Касианом был подписан приказ о реорганизации предприятий информатики и телекоммуникаций, существовавших на территории республики, и создании на их основе с 1 марта того же года государственного предприятия «Poşta Moldovei» («Почта Молдовы») и предприятия связи «Moldtelecom».
С 2009 года «Posta Moldovei» предоставляет клиентам такую услугу, как выпуск марок с собственным изображением (то есть персонифицированных почтовых марок). Заказать их можно только на Кишинёвском почтамте. Миниатюра может изображать либо личное фото клиента, либо логотип предприятия. Изображения на потенциальную марку рассматриваются на заседании специальной комиссии «Poşta Moldovei». Таким образом, Молдавия стала вторым в СНГ государством (после Украины), где предоставляется подобная услуга.

### Серии стандартных марок
Первый стандартный выпуск (1992)
«Герб на белом фоне» — 35, 50, 65 копеек, 1 рубль и 1 рубль 50 копеек.
Второй стандартный выпуск (1992—1993)
«Птицы» — в 1992 были выпущены марки в 50, 65 копеек, 2 рубля 50 копеек, 6 рублей, 7 рублей 50 копеек и 15 рублей, в 1993 — 2, 3, 5, 10, 15, 50 и 100 купонов.
Третий стандартный выпуск (1993)
«Герб» — 2, 3, 6, 10, 15, 20, 50, 100 и 250 купонов. В 2007 году на марках в 3 рубля были сделаны надпечатки нового номинала (25 и 85 бани).
Четвертый стандартный выпуск (1994)
«Герб на желтом фоне» — был номинирован в новой национальной валюте — леях и имел следующий номинальный ряд — 1, 10, 30, 38, 45, 75 бани, 1 лей 50 бани, 1 лей 80 бани, 2 лея 50 бани, 4 лея 50 бани, 5 лей 40 бани, 6 лей 90 бани, 7 лей 20 бани, 13 и 24 лея.
Пятый стандартный выпуск (2006)
«Архитектура» — 22, 40, 53, 57, 60 бани и 3 лея 50 бани.
Шестой стандартный выпуск (2008)
«Колодцы» — 10, 75 бани, 1 и 3 лея.
Седьмой стандартный выпуск (2009)
«Фрукты» — 50, 85 бани, 1 лей 20 бани и 5 лей.
Восьмой стандартный выпуск (2011)
«Архитектура» — 10, 25, 85 бани, 1 лей, 1 лей 20 бани и 1 лей 50 бани.
Девятый стандартный выпуск (2011)
«Цветы» — 70, 85 бани, 1 лей 20 бани и 2 лея.
Десятый стандартный выпуск (2013)
«Ягоды» — 55 бани, 1 лей 50 бани, 1 лей 75 бани (2 варианта оформления), 2 и 4 лея.
В 1992—1993 годах был также осуществлен стандартный выпуск авиапочтовых марок: в 1992 году были выпущены марки в 1 рубль 75 копеек, 2 рубля 50 копеек, 7 рублей 75 копеек и 8 рублей 50 копеек, в 1993 — в 25, 45, 50 и 90 купонов.

## Другие виды почтовых марок

### Авиапочтовые
Первая серия из четырёх авиапочтовых марок с изображением самолёта «Конкорд» вышла в июле 1992 года. В июле 1993 года серия была дополнена ещё четырьмя марками.

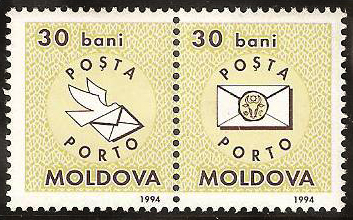
Доплатная марка Молдавии с купоном, 1994(Mi #1)

### Доплатные
В ноябре 1994 года в Молдавии вышли две доплатные марки с оплаченным купоном номиналом в 30 и 40 баней с изображением почтового голубя и письма (на купоне).

### Штемпели-марки
С 1 июля 1992 года в Молдавии изменились почтовые тарифы. Пересылка письма весом до 20 г стала стоить 0,70 рубля, почтовой карточки — 0,50 рубля. Из-за нехватки почтовых марок различных номиналов для отдельных городских и районных узлов связи были изданы ручные тарифные штемпели, которые использовались для переоценки маркированных карточек и конвертов с марками СССР достоинством в 4 и 5 копеек до соответствующих тарифов. Для обозначения подобных штемпелей председателем Общества филателистов, максимафилистов и картофилистов Молдавии К. Чобану был введён термин «штемпели-марки».

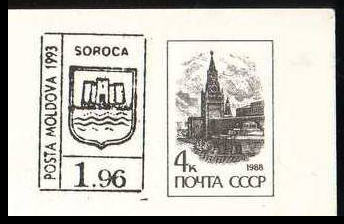
Штемпель-марка города Сороки на вырезке из почтовой карточки (1993)

К середине ноября 1992 года изготовили первые десять штемпелей, которые были разосланы Управлением почты, прессы и транспорта Министерства информатики и связи Молдавии на места. Штемпели были прямоугольной формы, размером 15 × 25 мм, в верхней части указывалось название населённого пункта, слева текст «Poşta Moldova 1992», в центре — рисунок, характерный для данной местности, в нижней части — номинал в виде трёхзначной цифры «0.45», «0.46» и «0.65» (в рублях). Для оттисков применялась чёрная и фиолетовая мастика. На первом этапе были изготовлены штемпели следующих узлов: Кэушень — на рисунке изображена местная церковь, Бэлць, Кэлэрашь, Хынчешть, Кахул, Орхей, Глодень — со старинными гербами этих городов, Ниспорень и Дрокия — со старинными гербами районов, Тирасполь — с гербом Молдавии. Все они были введены в почтовое обращение с 1 декабря 1992 года, причём тираспольский штемпель был практически сразу изъят из обращения и встречается крайне редко. Так как ожидалось новое изменение тарифов, штемпели остальных мест не были изготовлены, хотя их эскизы уже имелись.

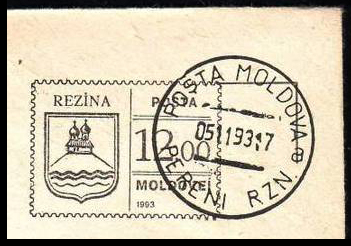
Штемпель-марка города Резина на вырезке из почтового конверта (1993)

Новые тарифы были утверждены Минфином Молдавии в феврале 1993 года, а введены с 1 марта. Стоимость отправления простого письма весом до 20 г составила 3 рубля, почтовой карточки — 2 рубля. В связи с этим использование штемпелей старого образца было признано нецелесообразным. Почта Молдавии в апреле — октябре 1993 года разработала и изготовила новые образцы именных тарифных штемпелей, снова проведя переоценку конвертов и карточек СССР с марками номиналом в 4 и 5 копеек. Эти штемпели были прямоугольной формы, размером 17 × 25 мм, в верхней части указывалось название населённого пункта, слева текст «Poşta Moldova 1993», в центре — рисунок, характерный для данной местности, в нижней части — номинал «2.95», «1.95», «1.96» и «1.97» (в рублях). Для оттисков применялась чёрная мастика, в Кишинёве использовалась чёрная, синяя и красная. Всего было изготовлено 44 типа штемпелей. Эти штемпели-марки просуществовали недолго из-за краткости использования тарифов.
2 августа 1993 года в Молдавии были введены новые почтовые тарифы, которые предусматривали оплату 8 рублей за пересылку почтовой карточки и 12 рублей за простое письмо, причём номинал марок на цельных вещах уже не учитывался. Руководство госпредприятия «Poşta Moldovei» дало указание отделу по изданию знаков почтовой оплаты «Тимброфил» изготовить новые ручные штемпели. Вновь изготовленные штемпели стали горизонтальными и форматом в два раза больше, чем предыдущие.
Для переоценки маркированных конвертов с марками СССР (без учёта номинала марки СССР) использовались также ручные штемпели с номиналом в 30 рублей, который соответствовал тарифу пересылки простого письма весом до 20 г в страны СНГ и Румынию, введённому с 1 марта 1993 года. На штемпелях использовались практически те же мотивы, что и на остальных штемпелях-марках. Со 2 августа 1993 года до середины января 1994 года в Кишинёве применялся авиаштемпель с номиналом в 100 рублей, который соответствовал тарифу простого авиаписьма в страны мира, кроме СНГ и Румынии.
Штемпели населённых пунктов, расположенных на территории Приднестровской Молдавской Республики — Тирасполя, Бендер, Каменки, Слобозии, Дубоссар, Рыбницы, Григориополя, — почтовыми отделениями не применялись.
Так как каждый штемпель имел свою специфику — отдельный рисунок, тематически привязанный к конкретной территории с обязательным указанием географического адреса, а право хождения имел не только по всей Молдавии, но и за её пределы, филателисты иногда называют их локальными марками или марками местной почты.

### Stampcard
В декабре 1994 года почта Молдавии выпустила две авиапочтовые «марочные карточки» (Stampcard) с шестью самоклеящимися марками в виде отделяемых полосок. На общем рисунке карточек изображена карта Молдавии. Этот вид почтовых марок был отпечатан в типографии PostLine в Швеции. Ещё две карточки Stampcard были выпущены в октябре 1995 года. Они посвящались 50-летию ООН.

## Выпуски Гагаузии и Приднестровья

### Гагаузия
23 октября 2009 года Исполком Гагаузии принял Постановление № 15/11 «О конкурсе по разработке серии почтовых марок к 15-летию Гагаузии». На основании этого Постановления Главное управление культуры и туризма Гагаузии объявило конкурс рисунков по разработке серии почтовых марок по следующим номинациям:
1. 15 лет Гагаузской Автономии;
2. Александру I от гагаузского народа;
3. Генерал Иван Никитич Инзов (1768—1845);
4. Учёный Валентин Александрович Мошков;
5. Дмитрий Карачобан (1933—1986);
6. Михаил Губогло;
7. Гагаузия. Муниципий Комрат — 220 лет;
8. Гагаузия. Село Чишмикиой — 220 лет;
9. Гагаузская письменность.

Однако марки Гагаузии так и не были выпущены.

### Приднестровье
В январе 1994 года непризнанная Приднестровская Молдавская Республика (в официальной кишинёвской терминологии — «восточные районы Республики Молдова») выпустила собственные почтовые марки. С 21 февраля 1994 года на территории ПМР был введён запрет на хождение марок Молдавии, которые используются только для франкирования международной корреспонденции, так как марки ПМР не признаны Всемирным почтовым союзом.

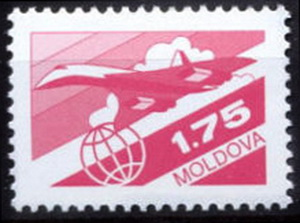
Первая авиапочтовая марка Молдавии, 1992(Mi #10)

## Фантастические выпуски
В начале 1990-х годов на филателистическом рынке появились марки, изданные от имени Гагаузии. Сначала это были надпечатки на почтовых марках СССР, а позднее — выпуски оригинальных рисунков на популярные у филателистов темы: «динозавры», «шахматы», «звёзды эстрады» и т. п.

## Развитие филателии
В современной Молдавии существует Общество филателистов, максимафилистов и картофилистов Республики Молдова (Asociaţia filateliştilor, maximafiliştilor şi cartofiliştilor din Republica Moldova), первым председателем которого был избран К. Чобану. Первая международная филателистическая выставка «Aripi peste Prut» («Крылья над Прутом») прошла в Молдавии 23 июня 2001 года. В 2010 году филателистическим обществом республики, совместно с Министерство информационных технологий и связи и почтовым предприятием «Poşta Moldovei», была организована филателистическая выставка, посвящённая 125-летию путешествия поэта Михая Эминеску по Бессарабии.